# Leniwka (osada)
Leniwka – osada w Polsce, położona w województwie lubuskim, w powiecie świebodzińskim, w gminie Świebodzin.
Do 2024 r. miejscowość była osadą wsi Rzeczyca. W latach 1975–1998 osada administracyjnie należała do województwa zielonogórskiego.